# Bayındırhüyük, Çekerek
Bayındırhüyük là một thị trấn thuộc huyện Çekerek, tỉnh Yozgat, Thổ Nhĩ Kỳ. Dân số thời điểm năm 2010 là 967 người.